# Бег на длинные дистанции

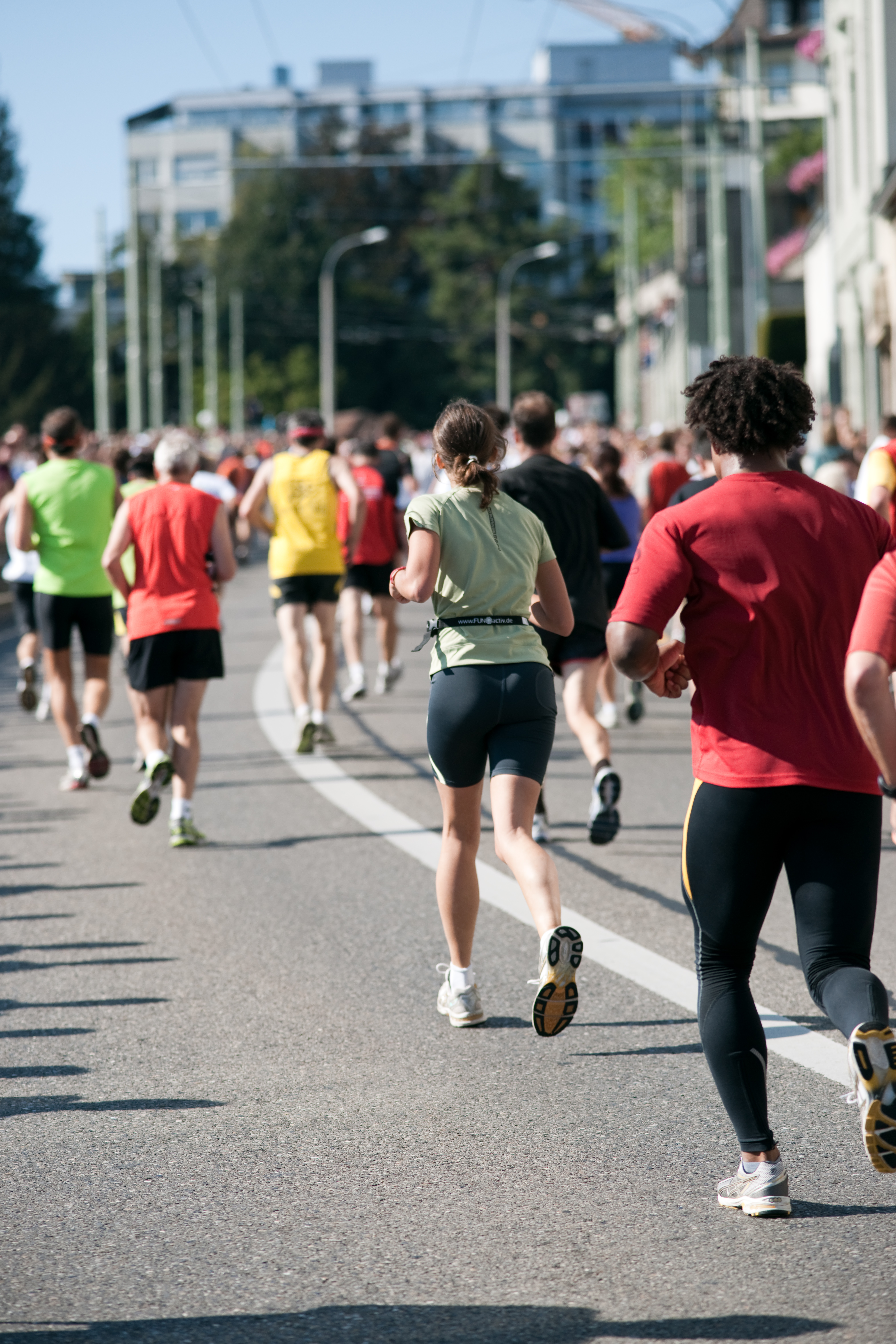
Группа бегунов на длинную дистанцию в Швейцарии

Бег на длинные дистанции — совокупность легкоатлетических беговых дисциплин на стадионе, объединяющая дистанции, к которым относят 5000 м (5 километров по шоссе), 10 000 м (10 км на шоссе ). Классическими, олимпийскими, являются дистанции на 5000 и 10 000 метров.
Соревнования на дистанциях свыше 10 000 метров очень редко проводятся на стадионе, а чаще на шоссе. По классификации ИААФ подобные соревнования относятся к категории «пробегов» (бег по шоссе). Длина дистанций при беге по шоссе измеряется в километрах, на стадионе — в метрах.